# Вакар, Модест Алексеевич
Модест Алексеевич Вакар (1813 — 26 февраля (10 марта) 1867) — русский генерал-майор, командующий гвардейской резервной пешей артиллерией; был попечителем Петра Ильича Чайковского.

## Биография
Родился в семье Алексея Григорьевича Вакара и Марфы Исидоровны Юрьевой.
В офицерском звании — с 22 января 1833 года.
В 1835 году после окончания Михайловской артиллерийской академии служил по гвардейской пешей артиллерии.
С 1847 года произведён в полковники. До 1856 года был командующим гвардейской резервной пешей артиллерии. С 8 сентября 1855 года — генерал-майор.
С декабря 1856 года числился в 3-й артиллерийской бригаде. В 1857 году вышел в отставку, жил в Санкт-Петербурге, где и умер 26 февраля (10 марта) 1867 года.
Модест Алексеевич был дружен с семьёй Чайковских — с Ильёй Петровичем и его супругой Александрой Андреевной. В 1852 году, когда они привезли своего сына Петра для поступления в учебное заведение, было решено отдать его в Императорское училище правоведения. Родители Петра остаться в Петербурге не могли, поэтому все заботы о нём взял на себя Модест Алексеевич:

Они приехали в Петербург в начале августа — Александра Андреевна, Пьер и Саша. Пьеру не было еще и десяти лет. Любимец семьи, Коленька, в Горном корпусе, и по манерам, и по наукам, был первым, и в Горный корпус решено было сначала отдать и Петю. Но Александре Андреевне родные и знакомые в первые же дни прожужжали уши о новом училище: его только что кончил Платон Вакар, блестящий молодой человек, брат старинного друга семьи — Модеста Алексеевича Вакара, в честь которого Чайковские окрестили одного из своих близнецов. И Модест Алексеевич, и Платон, — тогда лишь начинавший свою карьеру в министерстве юстиции, — уговорили Александру Андреевну, и Петрушу отвезли на Фонтанку, дом 6. […]

Семейство Модеста Алексеевича состояло из него, жены Надежды Платоновны и двух сыновей — Виктора и Николая, «настоящего ангельчика», как называл его Петя в письмах. На воскресенья Модест Алексеевич брал Колю и Петю к себе, на семейный отдых. Но едва уехала Александра Андреевна, как в Горном корпусе случилась свинка, и Николай застрял в карантине. Он еще не появился, когда в одном из приготовительных классов Училища правоведения объявилась скарлатина. Модест Алексеевич сильно обеспокоился. Оставить Петю в училище на неопределенный срок ему казалось слишком жестоким, он знал, как тот тоскует, и что для него значат воскресенья. Его заботило и то, что Николай, оставленный в карантине, в конце концов, заразился свинкой. Пете болеть скарлатиной было никак нельзя. Ученикам было предложено или выехать немедленно, или остаться. Модест Алексеевич в тот же день перевез Петю к себе в дом.— :34, 37.
В это же время сын Модеста Алексеевича — Николай, заразился скарлатиной и умер, Петя Чайковский винил во всем себя, пришлось Модесту Алексеевичу отдать его на попечения своему брату Платону:38.

## Награды
- Орден Святого Станислава 3-й степени (1841).
- Орден Святой Анны 2-й степени (1850).
- Орден Святого Владимира 3-й степени (1854).
- Орден Святого Станислава 1-й степени (1856).

## Семья
Был женат на Надежде Платоновне Скоробогатовой
Дети:
- Василий (1853—1914) — действительный статский советник, депутат Государственной думы;
- Виктор (1853—1930) — действительный статский советник, почётный мировой судья, общественный деятель, был женат на Анне Эразмовне Стоговой, дочери писателя Эразма Ивановича Стогова, её сестра Инна была матерью Анны Андреевны Ахматовой;
- Платон (1853—1928) — действительный статский советник, почётный мировой судья, общественный деятель;
- Мария (1855—1904) — была замужем за Петром Александровичем Беклемишевым, брат которого Владимир был известным скульптором; её сыном был Анатолий Петрович Беклемишев;
- Анатолий (1856—1911) — статский советник, был председатель Прокуратории Царства Польского, его сыновьями были известный польский экономист Вакар (Wakar) Алексы и профессор Борис Анатольевич Вакар;
- Николай — умер от скарлатины ребёнком.